# Deep Impact (rymdsond)

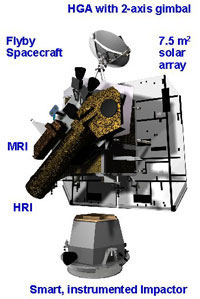
Översikt av sondens delar

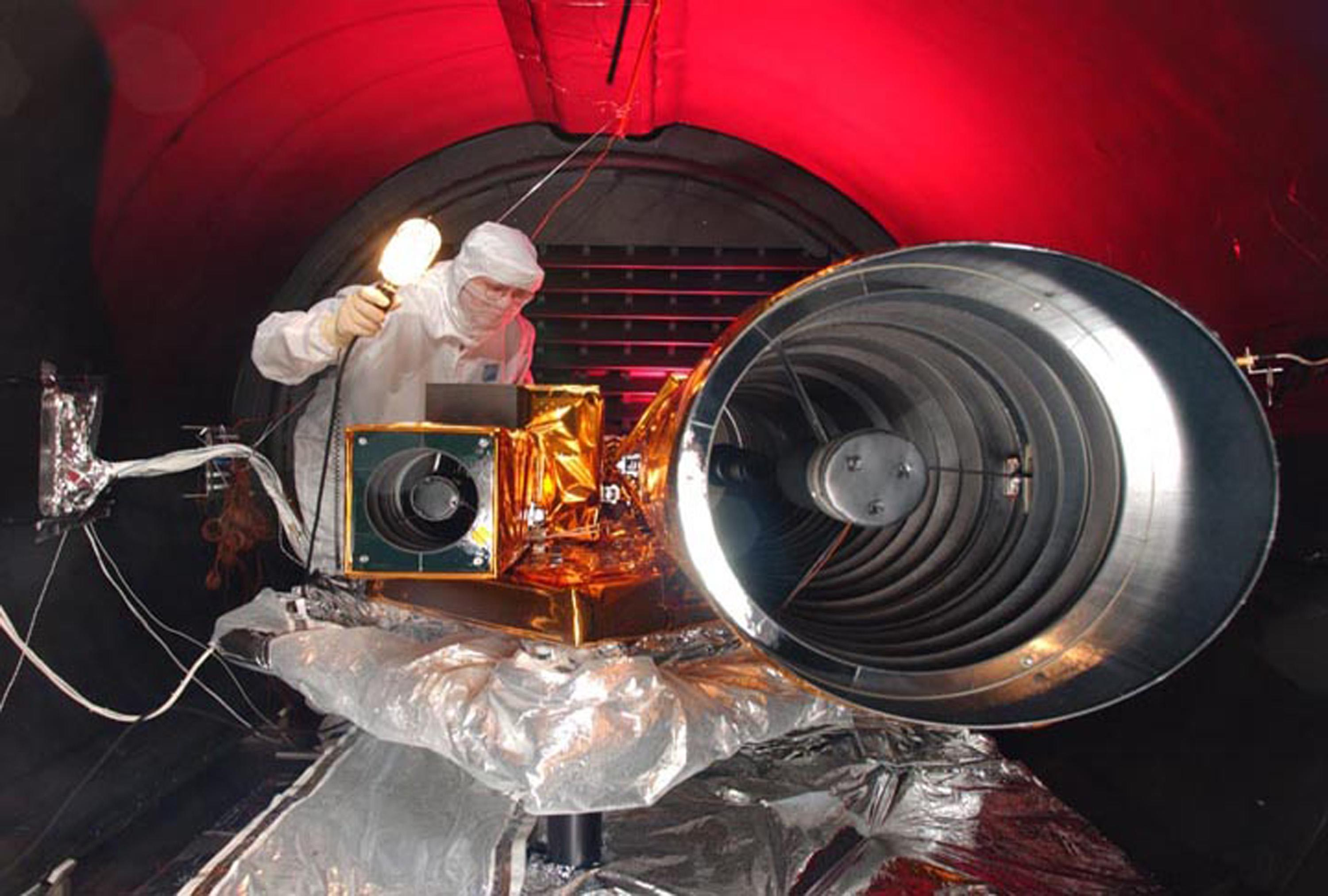
Sondens kameror, HRI-enheten t.h., MRI-enheten t.v.

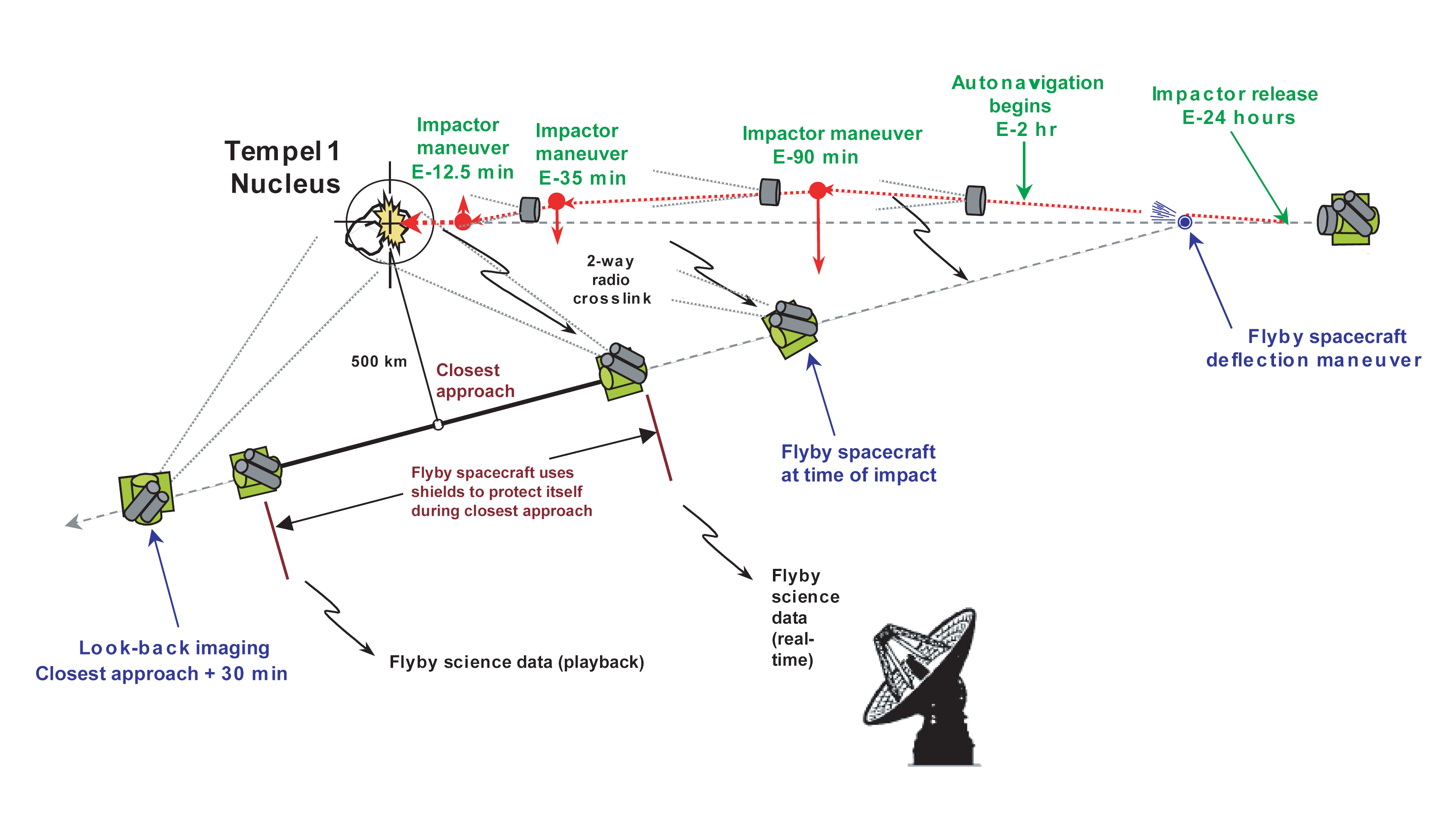
Kollisionssekvensen

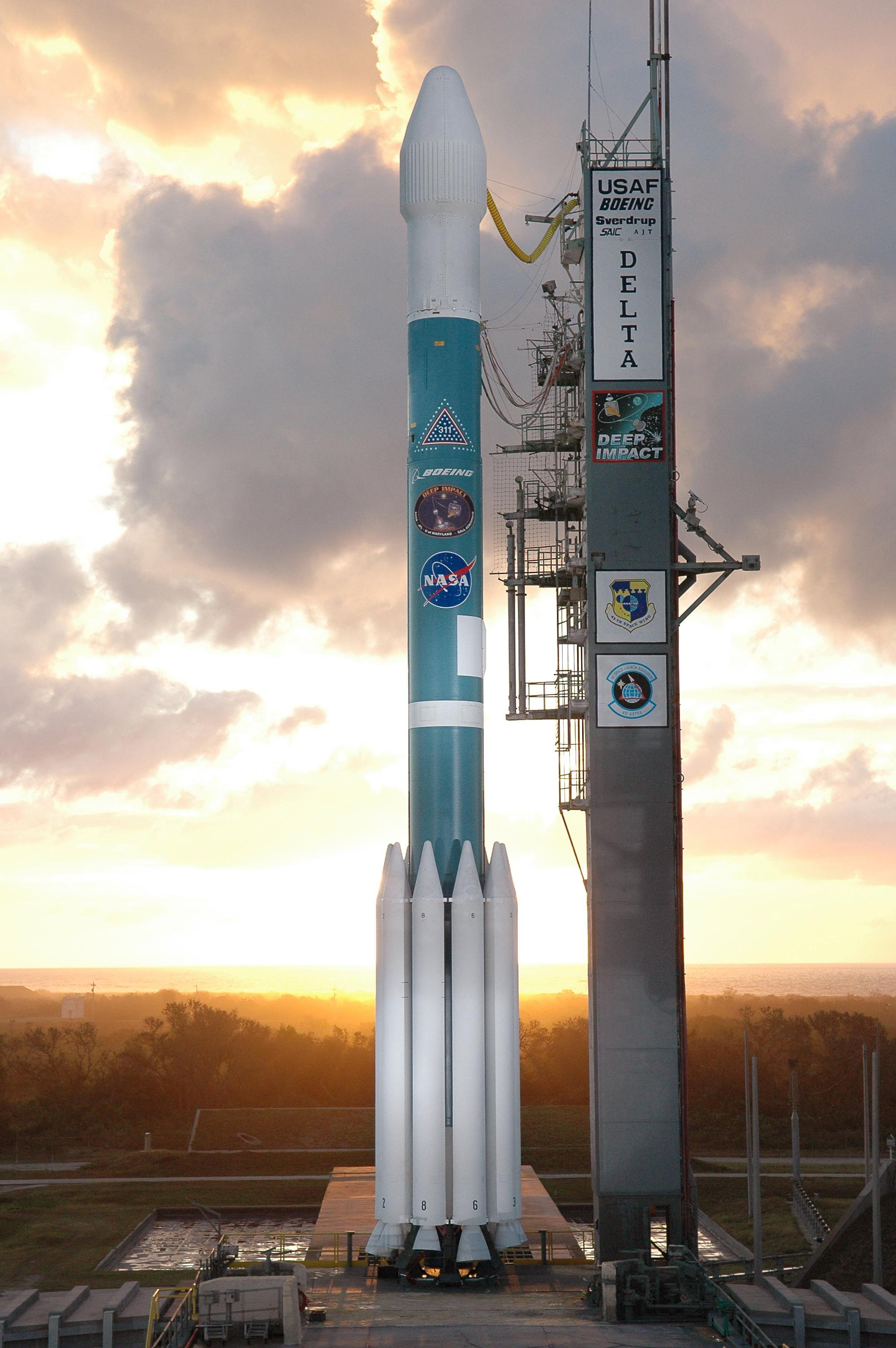
Deep Impact inför uppskjutningen med en Delta II raket

Deep Impact är en rymdsond som NASA sände iväg till kometen Tempel 1. Sonden sköts upp den 12 januari 2005. Syftet var att studera kometens sammansättning genom att låta en del av sonden (en nedslagskropp,  impactor) kollidera med kometen. Den 4 juli 2005 släpptes nedslagskroppen från modersonden och kolliderade med kometen kl 5:52 UTC. Kollisionen rörde upp stoff från det inre av kärnan och medgav fotografering av nedslagskratern. Fotografierna visade att kometen innehöll mer damm och stoff och mindre vatten än förväntat. Nedslaget genererade ett stort och ljust stoftmoln, som oväntat skymde sikten mot nedslagskratern.
Tidigare sonder till kometer, som Giotto och Stardust, var ämnade att flyga förbi målen, och kunde alltså bara fotografera och undersöka ytan från håll. Deep Impact var den första sond som rörde upp material från ytan, och ledde till stort intresse från media, internationella forskare och amatörastronomer.
När huvuduppdraget genomförts lades förslag att fortsätta nyttja sonden. Den 31 december 2007 flög så sonden förbi Jorden för att påbörja sitt utökade uppdrag, benämnt EPOXI, med syfte att studera dels exoplaneter, dels kometen Hartley 2.

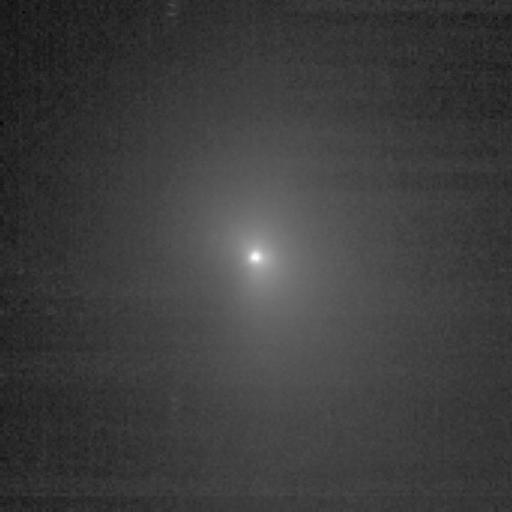
Kometen fotograferad från 4,2 miljoner km .
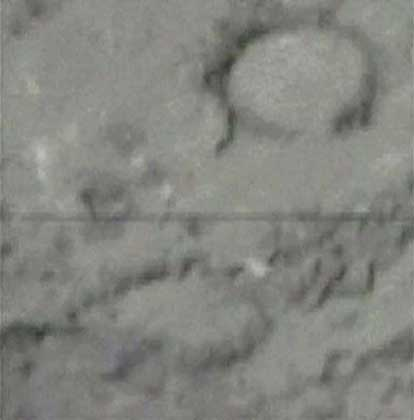
Närbild av kometkärnan strax före kollisionen.
Deep Impacts film över kollisionen (HRIV).
Deep Impacts film över kollisionen (ITS).

## Vetenskapligt syfte
Projektet Deep Impact avsåg bidra till att besvara grundläggande frågor om kometer, såsom kometkärnans sammansättning, nedslagskraterns djup och var kometen bildats. Genom att studera kometens sammansättning, skillnaden mellan ytmaterial och kärnans material, hoppades astronomer kunna bestämma hur kometer bildas.

## Rymdfarkosten och delsystemen
Rymdsonden består av två delar: en nedslagskropp ("Smart Impactor"), som krockades med kometen, samt modersonden, som fotograferade nedslaget från säkert avstånd.
Modersonden är ca 3,2 m lång, 1,7 m bred och 2,3 m hög. Den innehåller solcellspanel, skydd mot rymdskräp samt flera vetenskapliga instrument för avbildning, IR-spektroskopi och optisk navigering. Sonden innehåller också två kameror, en med hög upplösning (HRI, High Resolution Imager),  och en med medelupplösning (MRI, Medium Resolution Imager). HRI-enheten, som var avsedd för studier av kometkärnan, innehöll en kamera för synligt ljus och en IR-spektrometer. MRI-enheten var en reservenhet som användes främst för navigering under de sista 10 dagarna före ankomsten.
Nedslagskroppen innehöll ett instrument (ITS, Impactor Targeting Sensor) som motsvarade MRI-enheten. ITS-enheten användes dels för navigering under nedslaget, där banan kunde justeras fyra gånger, dels för att fotografera kometen från nära håll. När nedslagskroppen närmade sig ytan tog dess kamera högupplösta bilder (0,2 m per pixel) som skickades i realtid till modersonden. Den sista bilden togs bara 3,7  före nedslaget.
För att få tillräcklig tyngd bestod nedslagskroppen till hälften av ren koppar (49% av nedslagskroppen massa). Eftersom koppar inte förväntades finnas i kometen kunde dess spektrografiska signatur ignoreras i mätningarna. Alternativt hade sprängmedel kunnat användas, men koppar blev billigare.
Namnet på uppdraget sammanfaller med filmen Deep Impact, där en komet kolliderar med Jorden. Detta är dock ett rent sammanträffande, då vetenskapsmännen bakom sondprojektet respektive skaparna av filmen oberoende av varandra kom fram med namnen vid ungefär samma tid.

## Uppdragsprofil
Efter uppskjutningen den 12 januari 2005 tillryggalade rymdsonden 429 miljoner km på 174 dagar, med en hastighet av 28,6 km/s (103 000 km/h), för att nå kometen. När sonden den 3 juli 2005 närmat sig kometen delades den i sina två delar, en nedslagskropp respektive modersonden. Nedslagskroppen använde sin raketmotor för att gå på kollisionskurs med kometen, och slog ned 24 timmar senare, med en hastighet av 10,3 km/s (37 000 km/h). Nedslagskroppen, som vägde 370 kg (varav hälften ren koppar), frigjorde 1,96 × 1010 J kinetisk energi, vilket motsvarar sprängkraften hos 4,7 ton trotyl. 
Bara minuter efter nedslaget passerade modersonden kometkärnan så nära som 500 km, och tog bilder av kratern, stoftmolnet och hela kometkärnan. Förloppet fotograferades också såväl med jordbaserade som rymdbaserade teleskop, inklusive Hubbleteleskopet, Chandra-teleskopet, Spitzerteleskopet och XMM-Newton. Nedslaget observerades också med kameror och spektroskop från ESA:s Rosettasond, som då befann sig ungefär 80 miljoner km från kometen. Rosetta studerade sammansättningen av det stoftmoln som slogs upp från nedslaget.

## Utökat uppdrag
"Deep Impact" genomför nu ett utökat uppdrag, benämnt EPOXI (Extrasolar Planet Observation and Deep Impact Extended Investigation). Ursprungligen skulle det innebära studier av kometen Boethin, men planerades om till kometen Hartley 2. Den 21 juli 2005 genomfördes en banjusteringsmanöver för att med hjälp av Jordens gravitationsfält gå mot det nya målet.
Den ursprungliga planen avsåg att den 5 december 2008 passera kometen Boethin, som närmast på ca 700 km avstånd. Syftet var att undersöka om resultaten från Tempel skulle likna dem vid Boethin. Till en kostnad av 40 miljoner USD skulle man få ungefär hälften så mycket data som från Tempel, men till en bråkdel av kostnaden. "Deep Impact" skulle använda sin spektrometer för studier av ytans sammansättning, och kamera för att avbilda formen av och formationer på ytan.
När manövern runt Jorden för att ändra banan väl skulle genomföras kunde dock astronomerna inte längre lokalisera Boethin, som möjligen har brutits upp i smådelar för små att observeras. Därmed kunde man inte bestämma kometens bana med tillräcklig precision för att genomföra det uppdraget. I stället styrde man om "Deep Impact" mot Hartley 2. Detta medförde dock ytterligare två års transporttid innan målet nåddes den 4 november 2010.